# Juan Cruz (baseball)
Juan Carlos Cruz (né le 15 octobre 1978 à Bonao en République dominicaine) est un lanceur de relève droitier de baseball qui joue dans les Ligues majeures de 2001 à 2012.

## Carrière

### Cubs de Chicago
Juan Cruz est recruté comme agent libre amateur par les Cubs de Chicago le 4 juillet 1997. Il débute en Ligue majeure le 21 août 2001 et durant cette première saison, il effectue huit départs comme lanceur partant. Il répond bien à l'appel avec trois victoires, une seule défaite, et une moyenne de points mérités de 3,22. À son second match, il mérite sa première victoire dans un gain des Cubs sur les Cardinals de Saint-Louis le 26 août.
En 2002, il est d'abord à l'essai comme lanceur partant en début de saison, et l'expérience s'avère plutôt chaotique. Il encaisse une défaite à chacun de ses cinq premiers départs. Après huit matchs, sa fiche victoires-défaites est déjà de 0-7. Ce n'est qu'à sa neuvième (et dernière) partie débutée qu'il remporte sa première victoire de l'année. Muté à l'enclos de relève, il fait beaucoup mieux et termine la saison avec une moyenne de points mérités de 3,98 en 45 matchs, dont 36 comme releveur. Son dossier à la conclusion de la campagne est toutefois de 3 victoires et 11 défaites.
En 2003, il ne gagne que deux de ses neuf décisions et affiche une moyenne de points mérités très élevée de 6,05 en 61 manches au monticule. Il débute en octobre en séries éliminatoires et n'accorde aucun point en une manche lancée.

### Braves d'Atlanta
Cruz est transféré chez les Braves d'Atlanta le 25 mars 2004 en compagnie du lanceur gaucher Steve Smyth. Les Cubs obtiennent en échange un lanceur gaucher (Andy Pratt) et un joueur de deuxième but (Richard Lewis) qui n'atteindra jamais les Ligues majeures.
Cruz connaît une excellente saison 2004 à Atlanta. On lui confie la balle à 50 reprises, toujours en relève. Il présente une moyenne de points mérités de 2,75 en 72 manches lancées, avec 70 retraits sur des prises. Il gagne de plus six parties, contre deux défaites. Les choses se gâtent cependant en séries éliminatoires alors qu'il est au premier tour malmené par les adversaires des Braves, les Astros de Houston. À sa défense, ses ennuis surviennent surtout à sa troisième sortie et il n'est pas le premier lanceur des Braves à être étourdi par les Astros : ces derniers remportent ce cinquième match de Série de divisions par le score de 12 à 3 pour éliminer Atlanta. Ce sera le dernier match de Cruz avec cette équipe. Le 16 décembre 2004, les Braves transfèrent Cruz et les lanceurs gauchers Charles Thomas et Dan Meyer aux Athletics d'Oakland en retour du lanceur étoile Tim Hudson.

### Athletics d'Oakland
Après sa bonne saison à Atlanta, Cruz connaît de nouveau une année difficile. À sa première campagne en Ligue américaine, il voit sa moyenne de points mérités grimper à 7,44 avec trois défaites sans aucune victoire en à peine 28 sorties comme releveur.

### Diamondbacks de l'Arizona
Échangé contre Brad Halsey des Diamondbacks de l'Arizona le 26 mars 2006, Juan Cruz porte trois saisons les couleurs des D-Backs.
En 2006, il commence l'année dans l'enclos de relève mais obtient par la suite une nouvelle occasion d'être lanceur partant. Il gagne cinq parties et en perd six en 15 départs. Il complète l'année avec une moyenne de points mérités de 4,18 et n'est impliqué dans aucune décision dans ses 16 matchs comme releveur.
De retour en relève en 2007, il lance 61 manches en 53 parties et affiche une très bonne moyenne de 3,10 points mérités par partie. Il gagne six matchs, n'en perd qu'un seul. Il lance quatre manches et un tiers en séries éliminatoires, n'accordant qu'un point non mérité et un coup sûr.
À sa dernière année en Arizona, il se montre encore plus efficace que la saison précédente : quatre gains, aucun revers en 2008, et une moyenne de 2,61 en 51 manches et deux tiers lancées lors de 57 sorties en relève.

### Royals de Kansas City

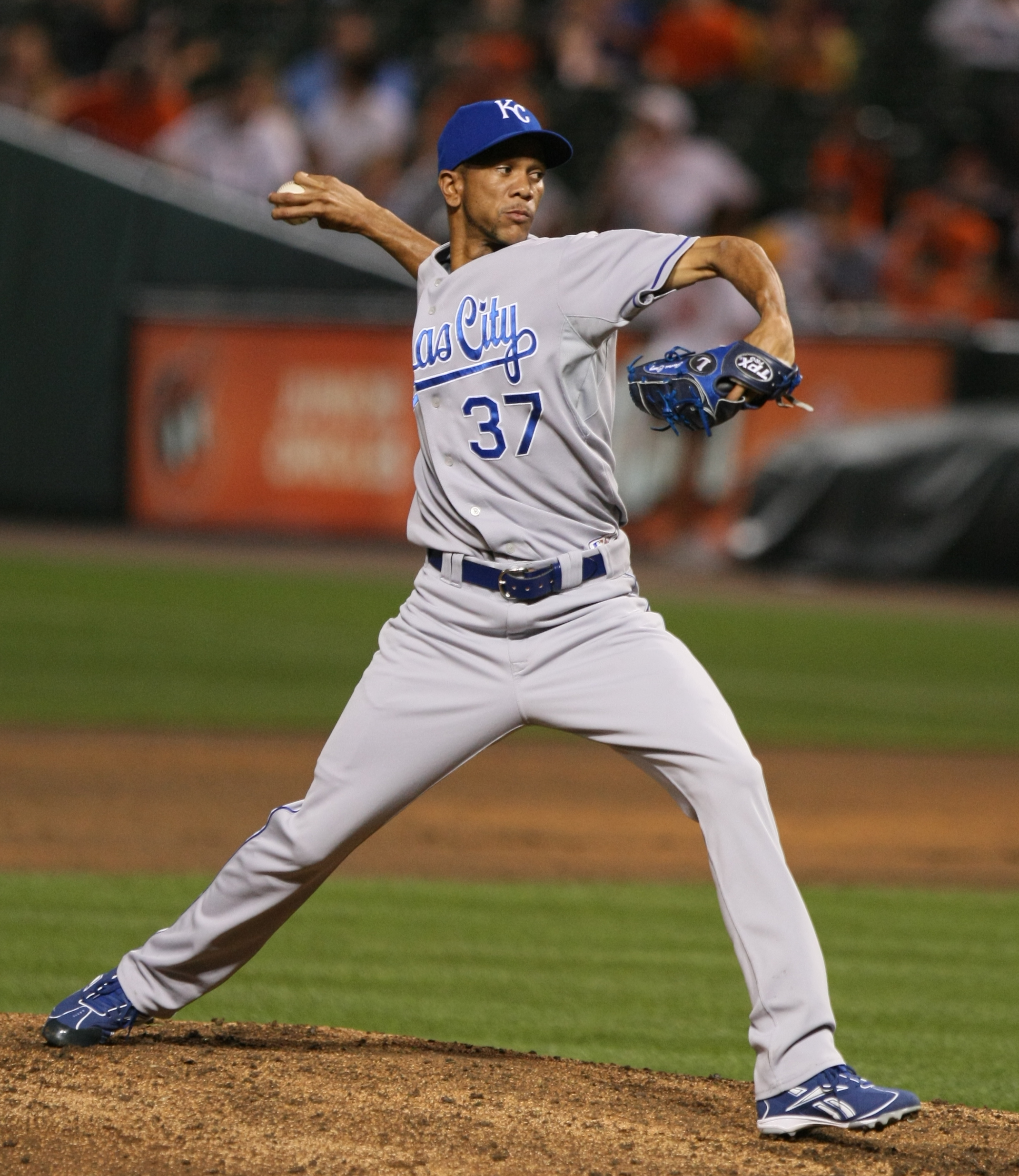
Cruz en 2009 avec les Royals de Kansas City.

Devenu agent libre, il rejoint les Royals de Kansas City le 28 février 2009 où il s'engage pour deux saisons plus une option pour 2011. Son dossier victoires-défaites est de 3-4 avec une moyenne de points mérités de 5,72 pour l'équipe qui perd 97 parties durant la saison 2009.
Cruz est libéré de son contrat le 22 avril 2010 et devient agent libre après seulement cinq parties jouées pour les Royals durant la saison.

### Rays de Tampa Bay

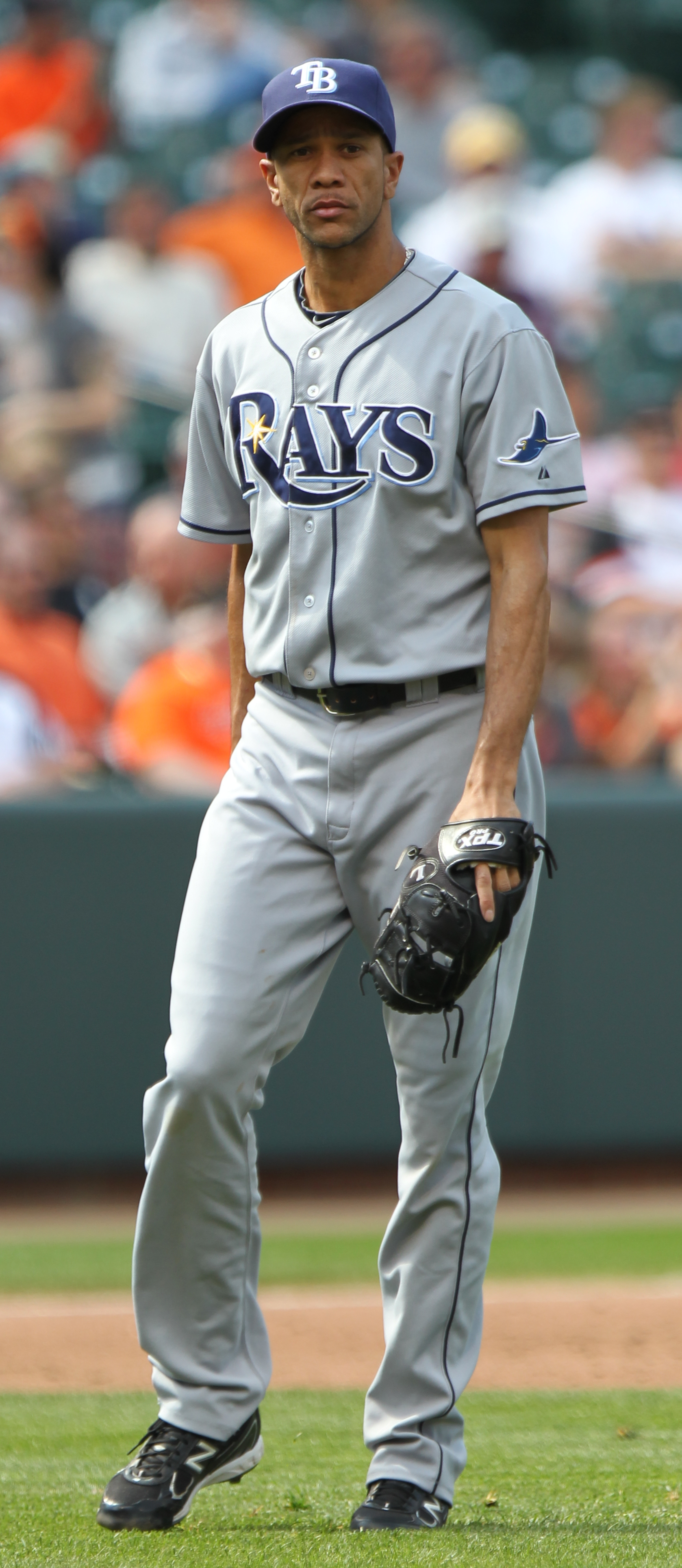
Juan Cruz en 2011 avec Tampa Bay.

Le 3 février 2011, le droitier signe un contrat des ligues mineures avec les Rays de Tampa Bay. Il obtient un poste au sein de l'équipe et apparaît dans 58 de leurs matchs en 2011. Il fait bien avec une moyenne de points mérités de 3,88 et cinq victoires sans aucune défaite. En 48 manches et deux tiers lancées, il enregistre 46 retraits sur des prises. En Série de divisions de la Ligue américaine, il n'accorde qu'un coup sûr et aucun point aux Rangers du Texas en deux manches au monticule.

### Pirates de Pittsburgh
Le 1er février 2012, Cruz signe un contrat des ligues mineures avec les Pirates de Pittsburgh. Il effectue 43 sorties en relève et lance 35 manches et deux tiers en 2012 pour Pittsburgh, maintenant sa moyenne de points mérités à 2,78. Il est libéré de son contrat le 23 août après avoir refusé d'être cédé au club-école Triple-A à Indianapolis et être passé par le ballottage sans être réclamé par un autre club.